# Genlisea filiformis
Genlisea filiformis är en tätörtsväxtart som beskrevs av A. St. Hil.. Genlisea filiformis ingår i släktet Genlisea och familjen tätörtsväxter. Inga underarter finns listade i Catalogue of Life.

## Bildgalleri

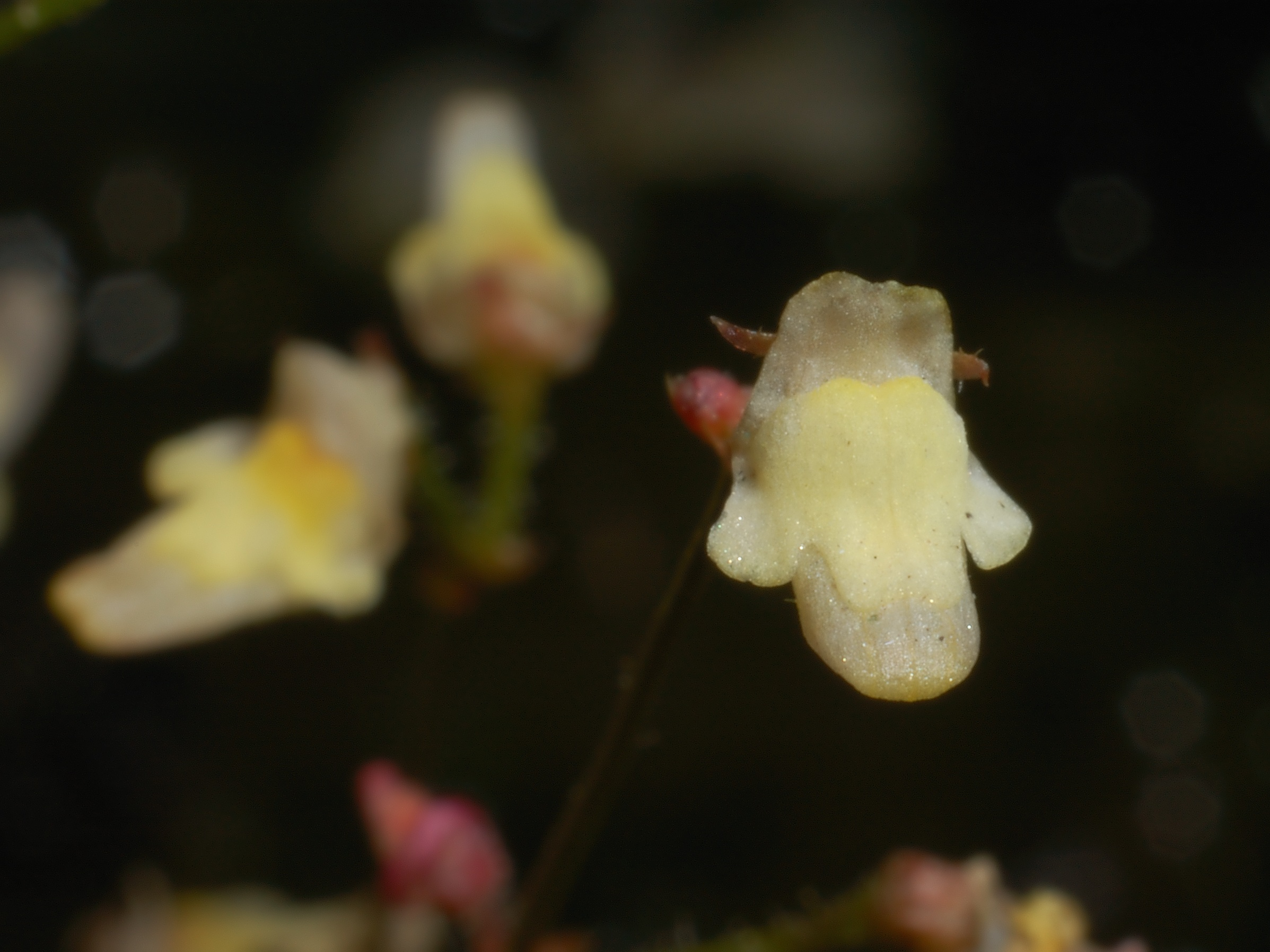